# Autoroute A8 (Pologne)
L’autoroute A8, aussi appelée périphérique de Wrocław (en polonais : autostradowa obwodnica Wrocławia, AOW), est une autoroute polonaise d’une longueur de totale de 22,4 km, qui a été ouverte entièrement en 2011. Cette autoroute dessert la ville de Wrocław, qu'elle contourne par l'ouest et le nord, et sert de point de départ pour la S8, vers Łódź, Varsovie, Białystok et le Nord-Est du pays. Cette autoroute fait partie de la route européenne 67. À son extrémité sud, elle rejoint également la S8 qui, à terme, rejoindra la frontière tchèque et ira jusqu'à Prague.

## Histoire
Le 30 décembre 2010, ouverture du premier tronçon entre Magnice et l'échangeur avec l'A4, alors noté S8.
En mai 2011, le tronçon entre l'A4 et l'aéroport est ouvert à la circulation.
Deux mois plus tard, c'est la partie entre Wrocław Północ - Wrocław Psie Pole de 4,9 km qui est ouverte. 
Enfin, le 30 septembre 2011, le dernier tronçon est ouvert entre Wrocław Lotnisko et Wrocław Północ, avec l'ouvrage d'art majeur de l'autoroute, le viaduc sur l'Odra.

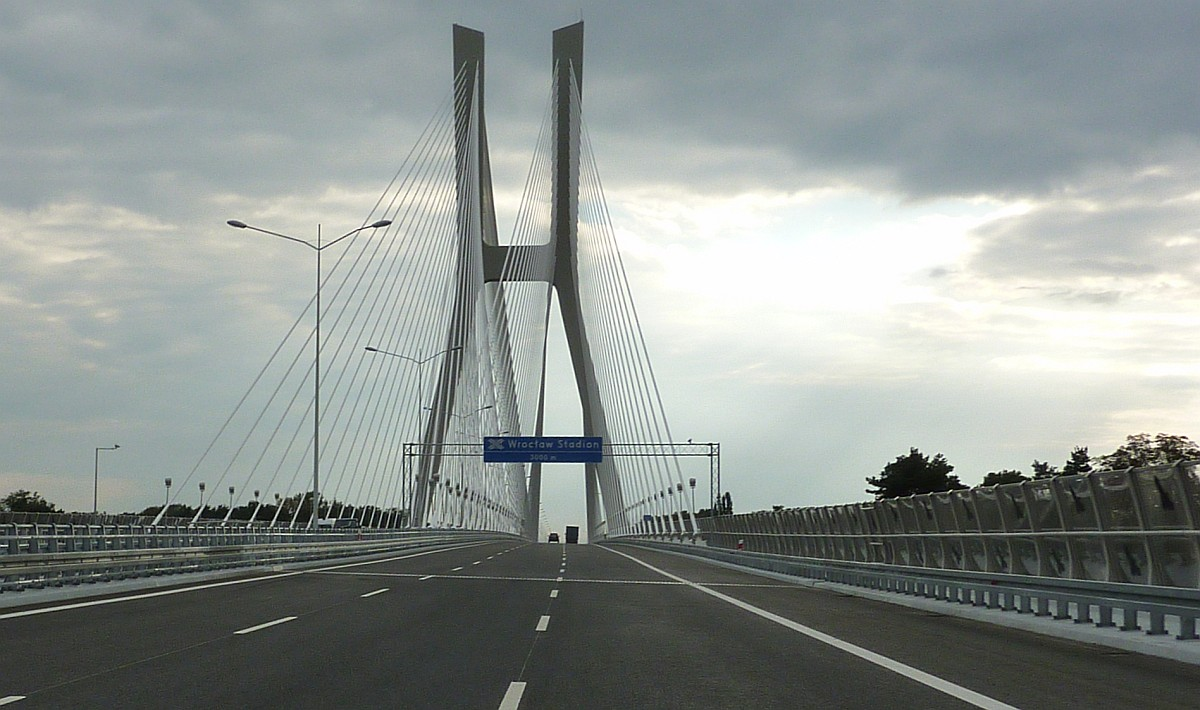
Le viaduc sur l'Odra.

Échangeur Wrocław Południe

Échangeur Wrocław Północ

## Parcours
- Échangeur entre A8, S8 et A4 E40 DK5 Wrocław Południe : Kłodzko, Kudowa Zdrój (frontière tchèque (pl)), Legnica, Jędrzychowice (frontière allemande (pl)), Katowice, Cracovie, Rzeszów, Korczowa (frontière ukrainienne (pl))
- 1 Wrocław Zachód : Wrocław (sud-ouest), Pietrzykowice DW347 DW372
- 2 Wrocław Lotnisko : Wrocław (ouest), Aéroport Nicolas-Copernic de Wrocław
- 3 Wrocław Stadion : Wrocław (centre), Stade municipal de Wrocław DK94
- Viaduc sur l'Odra (1742 m)
- 4 Wrocław Północ : Wrocław (nord, centre) DK5 E261 et Psary, Trzebnica DW359
- Échangeur entre A8 et S5 E261 Wrocław Północ : Rawicz, Leszno, Poznań
- Échangeur entre A8, S8 et DW372 Wrocław Psie Pole : Łódź, Varsovie, Białystok, Wrocław (Psie Pole) (est)
- , continuée par la S8 à 4 voies